# Олмен (Іллінойс)
Олмен (англ. Ohlman) — селище (англ. village) в США, в окрузі Монтгомері штату Іллінойс. Населення — 109 осіб (2020).

## Географія
Олмен розташований за координатами 39°20′36″ пн. ш. 89°13′9″ зх. д. / 39.34333° пн. ш. 89.21917° зх. д. (39.343370, -89.219138).  За даними Бюро перепису населення США в 2010 році селище мало площу 1,00 км², уся площа — суходіл.

## Демографія
Згідно з переписом 2010 року, у селищі мешкало 135 осіб у 59 домогосподарствах у складі 38 родин. Густота населення становила 135 осіб/км².  Було 65 помешкань (65/км²).
Расовий склад населення:
| - 98,5 % — білих - 0,7 % — корінних американців |

До двох чи більше рас належало 0,7 %. Частка іспаномовних становила 0,0 % від усіх жителів.
За віковим діапазоном населення розподілялося таким чином: 15,6 % — особи молодші 18 років, 63,7 % — особи у віці 18—64 років, 20,7 % — особи у віці 65 років та старші. Медіана віку мешканця становила 49,5 року. На 100 осіб жіночої статі у селищі припадало 101,5 чоловіків;  на 100 жінок у віці від 18 років та старших — 103,6 чоловіків також старших 18 років.
Середній дохід на одне домашнє господарство  становив 44 815 доларів США (медіана — 43 750), а середній дохід на одну сім'ю — 56 705 доларів (медіана — 51 250). За межею бідності перебувало 10,9 % осіб, у тому числі 20,0 % дітей у віці до 18 років та 14,3 % осіб у віці 65 років та старших.
Цивільне працевлаштоване населення становило 42 особи. Основні галузі зайнятості: освіта, охорона здоров'я та соціальна допомога — 35,7 %, науковці, спеціалісти, менеджери — 23,8 %, виробництво — 11,9 %, сільське господарство, лісництво, риболовля — 7,1 %.